# Districtul Sap Yai
Sap Yai (în thailandeză ซับใหญ่) este un district (Amphoe) din provincia Chaiyaphum, Thailanda, cu o populație de 13.466 de locuitori și o suprafață de 171,0 km².

## Componență
Micul district este subdivizat în 3 subdistricte (tambon), care sunt subdivizate în 33 de sate (muban).
| Nr. | Nume       | În thailandeză | Sate | Locuitori |  |
| 1.  | Sap Yai    | ซับใหญ่          | 12   | 6,097     |  |
| 2.  | Tha Kup    | ท่ากูบ           | 11   | 4,177     |  |
| 3.  | Tako Thong | ตะโกทอง        | 10   | 3,192     |  |